# Konzervativizmus

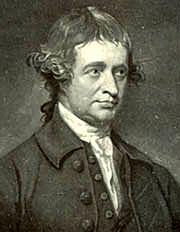
Edmund Burke (1729–1797)

A konzervativizmus szociális és politikai eszmerendszer. A szó a latin conservare-ből származik, jelentése megőrizni, megmenteni. Ezt mi sem tükrözi jobban, mint Roger Scruton által megfogalmazott definíció, mely így szól: „A konzervativizmus nem más, mint a megteremtett értékek megőrzése, annak az alapnak a megóvása, melyre építeni lehet.” Mindennapi szóhasználatban a status quo fenntartását jelenti. Már Jean-Jacques Rousseau kései, 1772-ben elkészült A lengyel kormány figyelmébe című esszéje is mutat konzervatív elemeket. Politikai eszmerendszerként azonban a francia forradalom után alakult ki, először a francia politikus, Chateaubriand alkalmazta a kifejezést 1819-ben. Egyik legfontosabb alapvetésének Edmund Burke Töprengések a francia forradalomról című műve tekinthető. Russell Kirk a konzervativizmust az ideológia ellentéteként definiálta. Ha ideológiának tekintjük, akkor ellentéte a progresszivizmus.

## Mint politikai ideológia

### Dogmatikája
A konzervativizmus legfontosabb jellemvonása a tradicionalizmus, amely a meglévő vallási, politikai, kulturális szokások és intézmények tiszteletét jelenti. Eszerint az intézmények hosszú idő alatt formálódnak, és a konzervatívok szerint az így kialakult hagyományok, szokások és előítéletek jobban irányítják a társadalmat, mint a racionalitásra hivatkozva a társadalmat (sokszor erőszakosan) absztrakt elméletekbe gyömöszölő általános ideológiák. Részben emiatt utasítják el az észre hivatkozó forradalmi változásokat és az egalitarizmust.
A konzervatív dogmatika szerint az emberek alapvetően nem egyenlőek fizikai és szellemi képességeikben, lehetőségeikben (a jogi egyenlőség természetesen ettől függetlenül fennáll). Az eszme szerint társadalmi hierarchia létezése egyszerre szükségszerű illetve törvényszerű, és a mesterséges egyenlősítő kísérletek csak erőszakkal képesek elérni céljukat, ezért helytelenek. Ennek megfelelően szükség van az úgynevezett uralkodó elitre. Amennyiben tudásuk, képességeik, felkészültségük nem teszik lehetővé, hogy abszolút értelemben jobb alternatíva legyenek, tipikus eszközük, hogy relativizálni kezdenek és addig rombolnak (vagy kommunikációs eszközökkel  festenek le rosszabbként) vagy rántanak le saját szintjükre más alternatívákat, hogy végül legalábbis ne tűnjenek rosszabb választásnak. Ekkor teszik fel a kérdést, hogy akkor minek változtatni. Ily módon biztosítják, hogy kedvező változás elérése nélkül = konzerválva is hatalmon maradjanak, gyakorlatilag ez a status quo megvalósítási mechanizmusuk. Ennek szükségszerű velejárója a szűk alkalmazkodóképesség, ezáltal érezzük azt, hogy a világ elmegy mellettük és végül egyfajta önemésztési folyamat indul be. Amikor már senki más hibáztatható nem maradt a spektrumon, kikezdik saját magukat saját hibáikkal, gyengeségükkel és életképtelenségükkel való szembenézés és elfogadás helyett. Az összeomlást megelőző utolsó kampányuk a mindenáron való kétségbeesett önigazolásról szól.

### Típusai
A konzervativizmusnak történetileg két típusa alakult ki:
- az angolszász, amely evolutív (reformképes)
- a kontinentális, amely alapvetően forradalomellenes.

Ideológiai felosztás szerint számtalan irányzata létezik, pl.
1. tradicionális (ill. romantikus) konzervativizmus (19. század)
2. paternalista (vagy szociális) konzervativizmus
3. liberális konzervativizmus
4. forradalmi konzervativizmus
5. neokonzervativizmus

### Problémái
Problémát jelenthet, hogy az egyenlőtlenség elvének vallása könnyen válhat önigazolássá, azaz az elit gyakran úgy érzi, hogy helyzete törvényszerű, a természettől fogva adott, és hogy az elitből kiesettek csak tehetségtelenségük miatt szorultak ki onnan. Továbbá kérdéses, hogy kialakulhat-e a konzervativizmus olyan társadalmakban, ahol valami miatt megszakadt a kontinuitás (például hosszantartó idegen katonai megszállás miatt), vagy eleve nem is léteztek olyan tradíciók, amelyekre modern társadalmat lehetne építeni=konzervatív paradoxon, hiszen ebben az esetben organikus intézmények felállítása a cél, miközben már meglévő intézményeket kívánnak lerombolni.
Ez a paradoxon mindazonáltal feloldható, ha figyelembe vesszük, hogy a konzervativizmus, bár nem ideológia, rendelkezik olyan alapokkal, amelyek árnyalt módon ideológiai formába is önthetők, illetve rendelkezik a múltbeli példákkal, amelyekkel kapcsolatban megőrző-felújító és újraértelmezve előteremtő jelleget ölthet, szemben a kontinuitást leromboló erőkkel.

## Tágabb értelmezés
Mint minden ideológiánál, a konzervativizmus esetében is lehetséges egy tágabb értelmezés mint önálló tudatforma, társadalmi attitűdök, minták és viselkedésformák együttese.

### Konzervativizmus és pszichológia
A konzervativizmus nem csak politikai konzervativizmusként értelmezhető, felfogható személyiségvonásként is, melynek része a tradíciók, a kötelesség és az erkölcsi tartás tisztelete.
A szociálpszichológia a 2. világháború után kezdett el foglalkozni a konzervativizmus kutatásával. Az első tudományos írások egyike a témában a Theodor W. Adorno 1950-ben megjelent Tekintélyelvű személyiség című könyve volt. A mű áttörést hozott a pszichológia kutatásában főleg témáját tekintve, azonban módszertana és megkérdőjelezhető teoretikus megállapításai miatt már a megjelenése után is sokan kritizálták. Az 1970-es években a pszichológusok bizonyítékokat találtak arra, hogy a konzervatív gondolkodás egy átfogó faktorba szervezhető, amit több alfaktor határoz meg (intolerancia, kétértelműség).
Bob Altemeyer kutatásai alapján kimondható, hogy a politikailag konzervatív egyének magasabb pontszámot érnek el a Jobboldali Tekintélyelvűség skálán, ami azt jelenti, hogy hajlamosabbak alárendelni magukat egy magasabb tekintélynek és fontosabbnak tartják a társadalmi normák és szabályok pontos és kritikátlan betartását. Később további kutatások megállapították, hogy bár valóban van kapcsolat a két változó között, ez csekélyebb, mint ahogyan azt az eredeti vizsgálatok előre vetítették.
Felicia Pratto és kutatótársai a politikai konzervativizmus és a szociális dominancia orientáció kapcsolatát vizsgálták, melynek során megállapították, hogy a két változó erősen korrelál egymással. Kenneth Minogue erősen kritizálta Pratto munkáját, mivel szerinte a konzervatív személyek hagyománytisztelete nem negatív tulajdonság, segít a negatív változások és impulzusok akadályozásában. Véleménye szerint a radikalizmus inkább a fiatalságra jellemző, míg a konzervativizmus a megszilárdult értékrendű idősebb korosztály között figyelhető meg.
Egy 2008-as kutatás megállapította továbbá, hogy a konzervatívok boldogabbak liberális embertársaiknál.

## Konzervatív politikai filozófusok
- Edmund Burke, John Kekes, Michael Oakeshott, Jan Patočka, Roger Scruton, Carl Schmitt, Leo Strauss.

### Magyarországon

#### Reformkori aulikus személyiségek
- lovászi és szentmargitai Sümeghy József (1757 – 1832), zalai alispán, aulikus vezető.
- gróf várkonyi és bősi Amade Antal (1760 – 1835) Zala vármegye főispánja, aulikus vezető.
- gróf kis-rhédey Rhédey Lajos (1761 – 1831), császári és királyi kamarás, főispáni helytartó és országgyűlési követ, aulikus.
- gróf ciráki és dénesfalvai Cziráky Antal Mózes (1772 – 1852), országbíró, aulikus vezető.
- felsőőri Pyrker János (1772– 1847) szepesi püspök, az egri főegyházmegye érseke, aulikus érzelmű főpap.
- nagy-kállói Kállay István (†1845), királyi udvari tanácsos, csanádi főispán.
- forintosházi Forintos György (1792-1857), zalai Deák Ferenc pártja ellenzője, nemesi adóztatás elutasítója.
- rumi és rábadoroszlói Rumy Károly (1807-1877) Zala vármegyei főszolgabíró, forintosházi Forintos György alvezére.
- gróf zicsi és vazsonkői Zichy Domonkos (1808-1879) veszprémi püspök, forintosházi Forintos György támogatója.
- verbói Szluha Imre (1786-1873), Fejér vármegyei főszolgabíró, jászkun főkapitány, királyi tanacsos.
- branyicskai báró Jósika Sámuel (1805–1860) erdélyi kancellár, aulikus.
- magyar-szőgyéni és szolgaegyházi Szőgyény-Marich László (1806–1893) cs. és kir. kamarás, valóságos belső titkos tanácsos.
- kissennyei báró Sennyey Pál (1824 – 1888), Magyarország országbírája, az MTA igazgató tagja.

#### Mai konzervatív személyiségek
- Béndek Péter (1968–) konzervatív politikai filozófus.
- Egedy Gergely (történész)
- Horkai-Hörcher Ferenc

## Kapcsolódó irodalom
- Kontler László: Az állam rejtelmei. Brit konzervativizmus és a politika kora újkori nyelvei, Atlantisz Könyvkiadó , Budapest, 1997 (Circus Maximus), ISBN 9637978798